# NGC 6040A
NGC 6040A (другие обозначения — UGC 10165, MCG 3-41-74, ZWG 108.96, DRCG 34-67, ARP 122, VV 212, PGC 56932) — спиральная галактика с перемычкой (SBc) в созвездии Геркулес.
Этот объект входит в число перечисленных в оригинальной редакции «Нового общего каталога».